# Emily Stannard
Emily Stannard, née Emily Coppin le 8 février 1802 et morte le 6 janvier 1885, est une peintre britannique de nature morte, issue de l'école de Norwich, premier mouvement artistique provincial de Grande-Bretagne. Avec sa nièce, Eloise Harriet Stannard, elle est considérée par les critiques d'art comme l'une des artistes féminines les plus talentueuses dans le domaine de la nature morte au XIXe siècle au Royaume-Uni.
Stannard naît à Norwich dans une famille d'artistes. En 1820, elle voyage avec son père, Daniel Coppin, aux Pays-Bas pour étudier les œuvres de Jan van Huysum, ce qui influence son style. Elle épouse l'artiste Joseph Stannard en 1826, mais devient veuve quatre ans plus tard. Elle continue de peindre jusqu'à quatre-vingts ans, se concentrant sur des fleurs, des fruits et des animaux de gibier. Elle expose à Norwich et à Londres et reçoit une médaille d'or en 1820 pour une peinture de fleurs, suivie de deux autres médailles dans les années suivantes. En 1831, elle est nommée membre honoraire de la Norwich Society of Artists. Ses œuvres sont bien accueillies par la presse locale, et les historiens de l'art contemporains louent la finesse de ses peintures et son utilisation de la couleur.
La plus grande collection d'œuvres d'Emily Stannard est conservée aux Norfolk Museums Collections au château de Norwich. Ses œuvres sont exposées lors d'une exposition familiale en 1934 et elle est également mise en avant parmi les artistes féminines lors de l'exposition Visible Women en 2018 et 2019.

## Contexte artistique
Emily Stannard est lié à l'école de peinture de Norwich, considérée par l'historien de l'art Andrew Moore comme « un phénomène unique dans l'histoire de l'art britannique du XIXe siècle ». Norwich est en effet la première ville anglaise en dehors de Londres à voir émerger une école d'artistes, dont les figures de proue incluent John Crome, John Sell Cotman, ainsi que Joseph Stannard, James Stark, George Vincent, Robert Ladbrooke et Edward Thomas Daniell, le meilleur graveur de l'école. Ces artistes privilégient la représentation de Norwich et de la campagne du Norfolk dans leurs œuvres, tout en ayant des relations personnelles et professionnelles étroites. À la fin du XIXe siècle, leurs œuvres, jadis considérées comme modernes, sont perçues comme appartenant à une époque révolue, une vision attribuée par Andrew Hemingway à la « mythologie de l'anglais rural du début du XXe siècle ».
La Norwich Society of Artists, fondée en 1803, voit les membres de la famille Stannard exposer leurs œuvres, bien qu'ils aient peu de liens artistiques avec leurs contemporains. Emily Stannard devient membre honoraire en 1831, étant la seule de sa famille à avoir une association formelle avec la Société.

## Biographie

### Enfance et jeunesse
Emily Coppin est la fille de Daniel Coppin et d'Elizabeth Clyatt, tous deux artistes amateurs. Daniel est un collectionneur et membre fondateur de la Norwich Society of Artists, tandis qu'Elizabeth, talentueuse copiste, est récompensée par deux médailles de la Société. En 1820, Emily voyage avec son père aux Pays-Bas pour étudier la peinture néerlandaise, une expérience qui influence profondément son travail,. Elle y copie des œuvres de Jan van Huysum à Trippon House, à Amsterdam, et son travail est salué pour sa précision. Elle présente également deux tableaux de sa propre production. Le président de la Galerie d'Amsterdam, Monsieur Apostal, exprime une grande satisfaction à l'égard de son travail, et elle obtient la permission de réaliser une copie d'une autre œuvre de Van Huysum.

### Mariage
Emily Coppin rencontre l'artiste Joseph Stannard en 1820 lors des réunions de la Norwich Society of Artists. Ils se marient le 3 janvier 1826, alors qu'Emily est déjà une artiste établie. Ils forment un couple harmonieux, tous deux issus d'un milieu artistique. Leur fille, également nommée Emily, naît en 1827, mais leur deuxième enfant, Harriet Augusta, meurt en mars 1830 à l'âge de neuf mois. Le mariage est de courte durée, Joseph succombant à la tuberculose la même année à l'âge de trente-trois ans, malgré les efforts d'Emily pour le sauver. Elle lui survit de plus de cinquante ans.
Leur fille Emily devient peintre de natures mortes et enseignante, exposant avec la Norfolk and Norwich Association en 1856 et à l'Exposition industrielle de Norwich en 1867. Leur nièce, Eloise Harriet Stannard, ainsi que son frère Alfred George Stannard et le frère de Joseph, Alfred Stannard, sont également des artistes notables. Stannard vit à Norwich en tant qu'artiste et enseignante pendant plus de cinquante ans et reçoit des critiques favorables pour ses œuvres.
Elle possède un studio sur Rose Lane et, dans ses dernières années, réside au 12 Cathedral Street avec sa fille célibataire Emily, où elle décède le 6 janvier 1885.

### Carrière
Les premières œuvres d'Emily Stannard reflètent l'influence des maîtres néerlandais. Sa façon de représenter les vases et la délicatesse de ses fleurs s'inspirent largement de Jan van Huysum, et certaines de ses créations non signées sont parfois attribuées à des peintres néerlandais du XVIIIe siècle. Son tableau Still life: Dead Ducks and a Hare with a Basket and Sprig of Holly illustre l'impact de Jan Weenix, dont l'œuvre Lièvre mort et perdreaux (Dead Hare and Partidges) a probablement été vue par elle lors de son exposition à la British Institution. Par ailleurs, des peintures de maîtres néerlandais, présentes dans des châteaux anglais du Norfolk, comme à Wolterton Hall, ont également pu nourrir son inspiration. Emily Stannard, accompagnée de sa fille, a ainsi mené une carrière prolongée en tant qu'enseignante d'art.
Tout au long de sa carrière artistique, qui se prolonge jusqu'à peu avant sa mort, Stannard se consacre à la représentation de bouquets de fleurs dans des vases, ainsi qu'à d'autres natures mortes traditionnelles mettant en scène de la vaisselle, des fruits ou des animaux de gibier, le tout sur des arrière-plans épurés,. Elle expose pour la première fois en 1816. En 1821, à seulement 17 ans, elle reçoit la médaille d'or de la Norwich Society of Artists pour l'une de ses peintures florales. En 1824, elle a affirmé sa notoriété en tant qu'artiste de la nature morte. En 1822, elle obtient une deuxième médaille pour une nature morte représentant une collection de fruits, suivie d'une troisième médaille en 1828 pour une peinture d'animaux de gibier, présentée à la Norwich Society of Artists sous le titre Dead Game from Nature. Entre 1816 et 1825, elle expose 22 tableaux à la Norwich Society of Artists, et ses œuvres sont également présentées à la Norfolk and Suffolk Institution, à la Norwich & Norfolk Art Union, à la Norwich & Norfolk Association, lors des expositions de prêts d'art de Norwich et à la Norwich Fine Art Association. Bien qu'elle privilégie les expositions à Norwich, de 1823 à 1825, elle présente également ses peintures à la Royal Society of British Artists et à la British Institution à Londres.
Emily Stannard signe au moins une fois une œuvre par  « Emily Stannard », mais elle utilise plus fréquemment la signature  « Mrs. Joseph Stannard ». Ses toiles, souvent laissées sans vernis, sont systématiquement réalisées avec une peinture fine et diluée, à l'image des œuvres des maîtres néerlandais qu'elle admire.

### Reconnaissance
Emily Stannard reçoit des critiques élogieuses dans la presse locale tout au long de sa carrière. En 1823, le Norwich Mercury souligne qu'elle est « un honneur pour l'art, pour Norwich et pour les femmes, grâce au goût, à l'industrie et aux connaissances que ses tableaux magnifiquement composés et soigneusement exécutés révèlent ». Son nécrologue paraît dans la presse locale la semaine suivant son décès, indiquant que « Stannard avait un grand mérite artistique, était une peintre très talentueuse de fruits, de fleurs, de poissons, de gibier et de natures mortes, et ses œuvres ont toujours été hautement appréciées par les amateurs d'art ». Le texte évoque également « sa nature bienveillante, douce, modeste et simple, qui la rendait chère à tous ceux qui avaient le plaisir de la connaître ». 
Emily Stannard et sa nièce, Eloise Harriet Stannard, sont considérées par les critiques d'art comme parmi les peintres de natures mortes britanniques les plus éminents du XIXe siècle. Selon l'historienne de l'art et auteure Josephine Walpole, la qualité des peintures florales de Stannard témoigne d'un « talent naturel » et d'un « sens des couleurs impeccable ». L'historien Derek Clifford note qu'elle « ne semble pas avoir été une artiste inventive », mais il ajoute qu'elle mérite néanmoins la célébrité. D'après Moore, la technique de Stannard s'est affine et devient très aboutie dans les années qui suivent la mort de son mari, se caractérisant par un style typiquement « moins maniéré » dans les années 1840 et 1850. Dans son domaine, ses seules rivales étaient James Sillett, originaire de Norwich, et sa fille Emma.
Les Collections des Musées du Norfolk constituent la seule collection publique d'art au Royaume-Uni à détenir des œuvres d'Emily Stannard. Ses peintures incluent : Still life: hamper with dead wood pigeon and leveret ; Nature morte : canards morts et un lièvre avec un panier et une branche de houx (Still life: dead ducks and a hare with a basket and a sprig of Holly) (1853) ; Nature morte avec gibier mort, une cruche et une grappe d'oignons (Still life with dead game and a flagon and a string of onions) (1847) ; Gibier mort et un fusil (Dead game and a gun) (1835) ; Gibier mort (Dead game) (1837) ; Fleurs (Flowers) ; Nature morte : groupe d'oiseaux de gibier morts (Still life: group of dead game birds) ; et Canard sauvage (étude) (Wild duck (study)).
Les œuvres d'Emily Stannard sont présentées lors de l'exposition Stannard au Norwich Castle Museum en 1934. Elle figure également parmi les femmes artistes représentées à l'exposition Visible Women au Norwich Castle en 2018 et 2019.